# Heeren-Werve
Heeren-Werve est une ancienne commune dans l'arrondissement d'Unna ; depuis le 1er janvier 1968 Heeren-Werve fait partie de Kamen  à l'ouest de la Ruhr.

## Géographie
Heeren-Werve se situe au sud du Bassin Wesphalien au milieu du Hellweg Börde.

## Démographie
| Année | Habitants |
| ----- | --------- |
| 1849  | 773       |
| 1931  | 4469      |
| 1956  | 8234      |
| 1961  | 9108      |
| 1967  | 9187      |
| 1987  | 8335      |
| 2013  | 8195      |